# 七帆ひかる
七帆 ひかる（ななほ ひかる、1981年11月18日 - ）は、茨城県日立市出身の元宝塚歌劇団宙組男役。
公称身長175cm。 愛称は「えりこ」。

## 来歴
幼稚園の頃からバレエを習っていた。
背が伸びすぎてバレエ続行に不安を感じるようになった中学2年生の時、テレビで『TAKARAZUKA・オーレ!』（1994年月組）を見て宝塚歌劇と出会う。そしてその頃、「母から手渡された宝塚音楽学校のガイド本をきっかけに、受験を決意」。それを機に宝塚歌劇団卒業生が東京で開設していた宝塚受験支援スタジオに母親に付き添われて月一回通い始める。
中学校卒業後、一度目の受験で宝塚音楽学校に合格、1997年、宝塚音楽学校入学。85期生。同期に映美くらら（元月組トップ娘役）、柚希礼音（元星組トップスター）、桜一花、華形ひかる、青樹泉、舞咲りん、十輝いりす、大海亜呼、銀河亜未、美羽あさひ、音乃いづみ、山科愛、南海まり、神月茜、柊巴、美鳳あや、真野すがた、彩那音（元月組トップスターである彩輝なおの妹）らがいる。
1999年、宝塚歌劇団入団。入団時の成績は40人中14番。「ノバ・ボサ・ノバ」で初舞台後、同年10月4日に宙組に配属。
徐々に若手として役が付き、2004年「ファントム」で新人公演主演、2006年「UNDER STUDY」でバウホール単独主演をそれぞれ果たした。
2006年「維新回天・竜馬伝！」では、日替わりで違うハンカチを用意したコミカルな演技（アドリブ）が話題となる。当初、七帆自身は、時代背景に合った柄・素材のハンカチを用意していたものの、演出にあわせ、時節に合ったネタのものを用意したという。
翌2007年「バレンシアの熱い花」公演中に体調を崩し、7月14日より休演。8月17日の東京宝塚劇場公演初日より復帰した。
2009年7月5日、「薔薇に降る雨」「Amour それは…」の東京宝塚劇場公演千秋楽をもって大和悠河・陽月華と同時退団。
2011年3月6日、結婚。

## 宝塚歌劇団時代の主な舞台出演
- 2002年4～5月、バウホール・日本青年館公演「エイジ・オブ・イノセンス」ヨハン
- 2003年2〜6月、「傭兵ピエール／満天星大夜總会」ギョーム　新人公演：トマ（本役：伊織直加）
- 2003年8月、バウホール・日本青年館公演「里見八犬伝」犬塚信乃
- 2003年10月～2004年2月、「白昼の稲妻／テンプテーション!」マチュー　新人公演：ランブルーズ侯爵（本役：水夏希）
- 2004年3月、ドラマシティ公演「BOXMAN－俺に破れない金庫などない－」ジンバリスト
- 2004年5～8月、「ファントム」従者　新人公演：ファントム（本役・和央ようか）＊新人公演初主演
- 2004年10～11月、全国ツアー「風と共に去りぬ」スタンレー
- 2005年1～4月、「ホテル ステラマリス／レヴュー伝説」新人公演：ウィリアム・オダネル（本役・和央ようか）＊新人公演主演
- 2005年5月、全国ツアー「ホテル ステラマリス／レヴュー伝説」ガイ・プレスコット
- 2005年8〜11月、「炎にくちづけを」パーンチ　新人公演：ルーナ伯爵（本役：初風緑）
- 2006年4〜7月、「NEVER SAY GOODBYE -ある愛の軌跡-」ハンス
- 2006年8月、バウホール公演「UNDERSTUDY」アレック・ロックウッド ＊バウ主演
- 2006年9月、ドラマシティ公演貴城けいコンサート「I have a dream」
- 2006年11月～2007年2月、「維新回天・竜馬伝! -硬派・坂本竜馬III-／ザ・クラシック」陸奥陽之助（陸奥宗光）
- 2007年4月、バウホール・日本青年館公演「NEVER　SLEEP」マイルズ
- 2007年6～9月、「バレンシアの熱い花／宙　FANTASISTA!」ドン・ファン

※7月14日～8月17日休演（代役は早霧せいな、凪七瑠海）
- 2007年10～11月、全国ツアー「バレンシアの熱い花／宙　FANTASISTA!」ロドリーゴ
- 2008年2～5月、「黎明の風／Passion　愛の旅」打田友彦
- 2008年7月、梅田芸術劇場公演「雨に唄えば」ロスコー・デクスター
- 2008年9～12月、「Paradise Prince／ダンシング・フォー・ユー」ケヴィン
- 2009年2～3月、バウホール・日本青年館公演「逆転裁判 -蘇る真実-」マイルズ・エッジワース
- 2009年4〜7月、「薔薇に降る雨／Amour それは…」クリストフ ＊退団公演

## 宝塚歌劇団退団後の主な活動

### 舞台出演
- 2009年12月、「シェイクスピア レビュー ―笑いすぎたハムレット―」ジュリエット/シンデレラ(劇中劇)役
- 2010年7月、「まさかのChange?!」桜井翔子役（シアタークリエ・シアタードラマシティ）

### ライブ・コンサート
- 2010年11月、「七帆ひかるコンサート in TAKARAZUKA」（宝塚ホテル）